# Allium sultaniae-ferhanii
Allium sultaniae-ferhanii — вид квіткових рослин з підродини цибулевих (Allioideae). Ендемік Туреччиниу.